# 島袋道浩
島袋 道浩（しまぶく みちひろ、1969年 - ）は、日本の芸術家・美術家。兵庫県神戸市出身。大阪芸術大学附属大阪美術専門学校卒、サンフランシスコ美術大学卒。
1990年代初頭より国内外の多くの場所を旅し、その場所やそこに生きる人々の生活や文化、新しいコミュニケーションのあり方に関するパフォーマンス、映像、彫刻、インスタレーションなどを制作。その作品は時に生き物と人間との関係にも及ぶ。 詩情とユーモアに溢れながらもメタフォリカルに人々を触発するような作風は世界的な評価を得ている。
主な近年の個展としては、ミュゼイオン：ボルツァーノ現代美術館、イタリア (2023年)、ウィールス現代アートセンター、ブリュッセル、ベルギー（2022年)、モナコ国立新美術館、モナコ（2021年）、クレダック現代アートセンター、イブリー、フランス（2018年）、クンスト·ハーレ·ベルン、スイス（2014年）、アイコン·ギャラリー、バーミンガム、U.K.（2013年）など。
主要な国際展にも数多く参加し、その中には第５７回ヴェネツィア·ビエンナーレ（2017年）、第１４回リヨン·ビエンナーレ（2017年）、第１２回ハバナ·ビエンナーレ（2015年）、第9回台北ビエンナーレ(2014年)、第１１回シャルジャ·バイエニアル（2013年）、第２７回サンパウロ·ビエンナーレ（2006年）、リバプール·バイエニアル（2006年）、第１１回ビエンナーレ·シドニー (1998年)などがある。
2004年にDAADドイツ政府芸術家招聘プログラムを受け、2016年までベルリンを拠点とした。2005年 - 2006年にはドイツブランシュワイグ芸術大学の客員教授、2013年 - 2014年にはスイス、チューリッヒ芸術大学で客員教授を勤めた。現在は沖縄県那覇市在住。

## 代表的な作品
- 冷冷蔵庫の中の展覧会
- サルのための展覧会
- 南半球のクリスマス
- 人間性回復のチャンス
- 鹿をさがして
- 未来の思い出
- 夜明けの鳥と
- そしてタコに東京観光を贈ることにした
- 空が海だったころ
- あたまにものをのせるのはかっこわるいことか?
- 箱に生まれて
- 一石を投じる
- 起こす
- 白い道
- 光る道 ー 階段の無い参道
- 首飾り ー 石を持って山に登る

## 主な著書
- 作品集 [見えないところに行けるけど、見えてるところになかなか行けない:島袋道浩2001]（神戸アートビレッジセンター）
- 絵本 [キュウリの旅]（小学館）